# Ulica Knez Mihailova
Ulica Knez Mihailova, (in serbo cirillico, Улица Кнез Михаилова; in italiano, via Principe Mihailo) è una strada pedonale del centro della città di Belgrado, capitale della Serbia.

## Ubicazione
La via Knez Mihailova si trova nel cuore di Belgrado, nella municipalità di Stari Grad. La strada collega la Fortezza di Belgrado alle piazze della Repubblica e Terazije.

## Storia

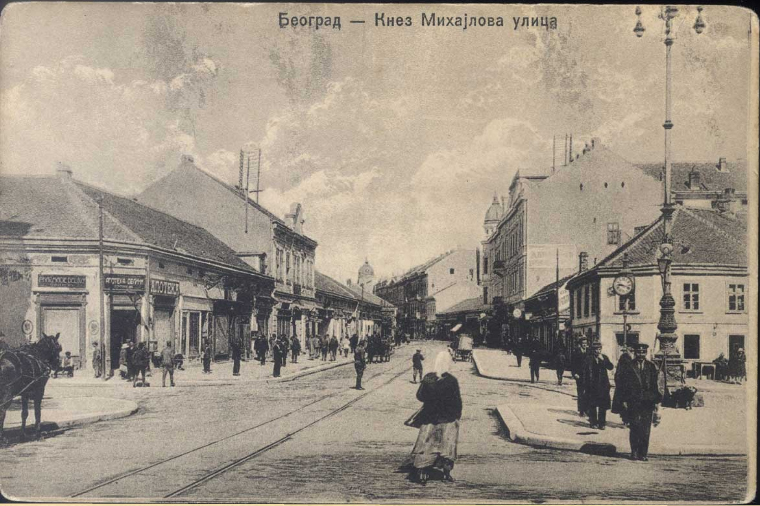
Ulica Knez Mihailova ai primi del '900

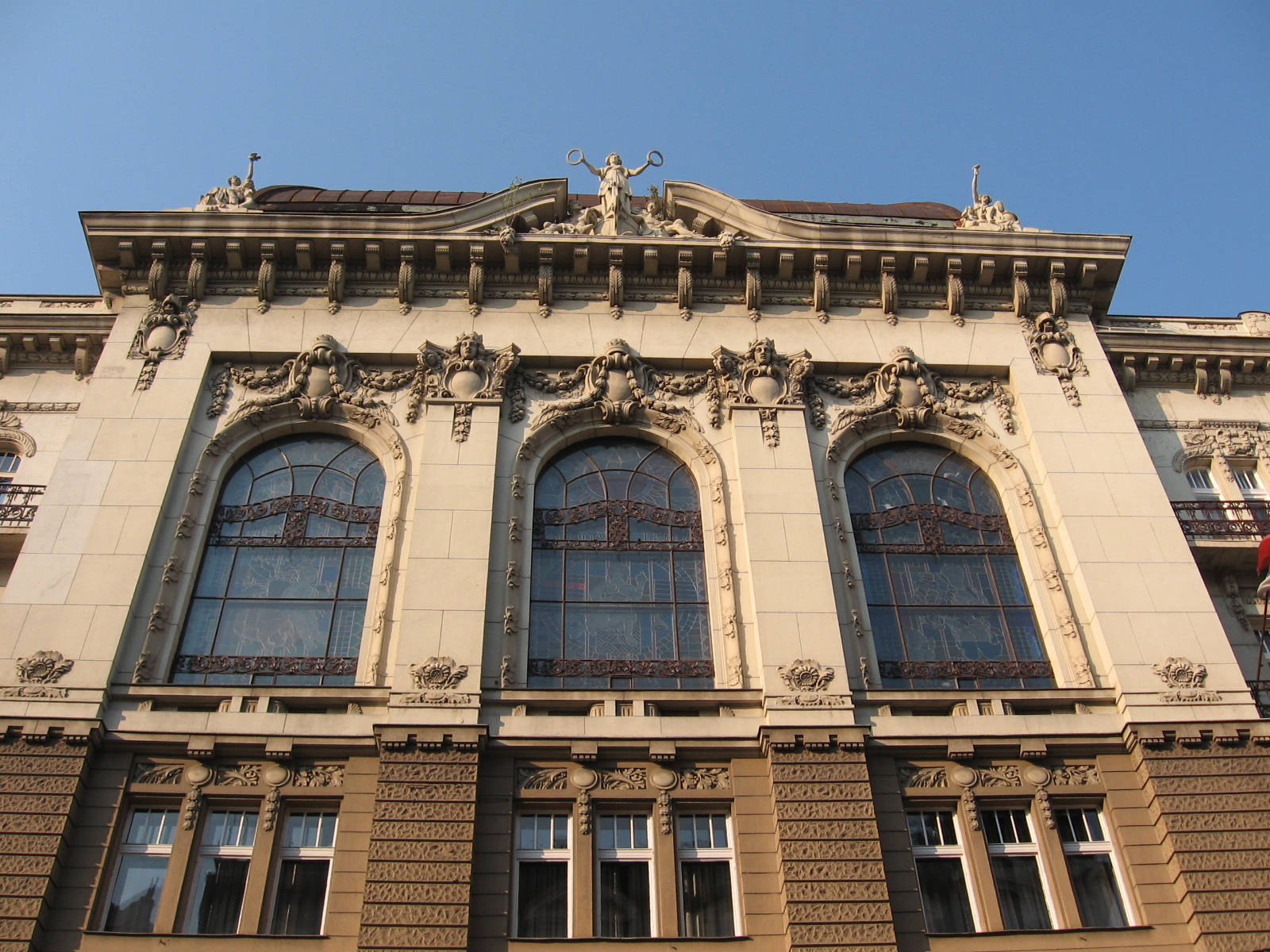
Edificio della "Prima cassa di risparmio croata"

Il tracciato della strada attuale ricalca l'asse viario principale dell'insediamento romano di Singidunum. Al tempo della dominazione ottomana, l'area era occupata da giardini disseminati di fontane e moschee.
Nella metà del XIX secolo, con la conquista dell'autonomia, la zona iniziò ad essere trasformata, e nella parte iniziale della strada fu creato un giardino privato del principe Aleksandar Karađorđević. Nel 1867 fu approvato il piano regolatore di Belgrado, che prevedeva, tra l'altro, l'apertura della via rettilinea che, da allora, assunse l'attuale conformazione. Vennero eretti i numerosi edifici che la fiancheggiano, e divenne la residenza delle più importanti famiglie di Belgrado nel campo del commercio e della politica. Nel 1870 fu intitolata al principe Mihailo III Obrenović.
Oltre ad ospitare dimore dell'alta borghesia belgradese, via Knez Mihailova divenne sede di appartamenti per la piccola borghesia e di diverse istituzioni culturali come la Biblioteca di Serbia, di società finanziarie e di alcune banche: tra queste la Prva hrvatska štedionica (prima cassa di risparmio croata) vi costruì un monumentale edificio a proprio uso esclusivo. In alcuni stabili furono subito aperti alberghi e caffè. Già dai primi anni di esistenza, la via divenne uno dei centri più importanti di aggregazione della popolazione cittadina che s'incontrava lì sia per affari che per semplice diletto.
Danneggiata dai bombardamenti tedeschi durante la Seconda guerra mondiale, alcuni edifici originali furono demoliti e ricostruiti seguendo le tendenze architettoniche più moderne e quasi mai in linea con gli stili predominanti nell'area, che erano quello romantico e quello secessionista. Attualmente la via è sottoposta a vincolo e protetta dalla legge per evitare nuove contaminazioni in una zona che, a parte alcune intromissioni, presenta un'unicità stilistica.

## Edifici e monumenti

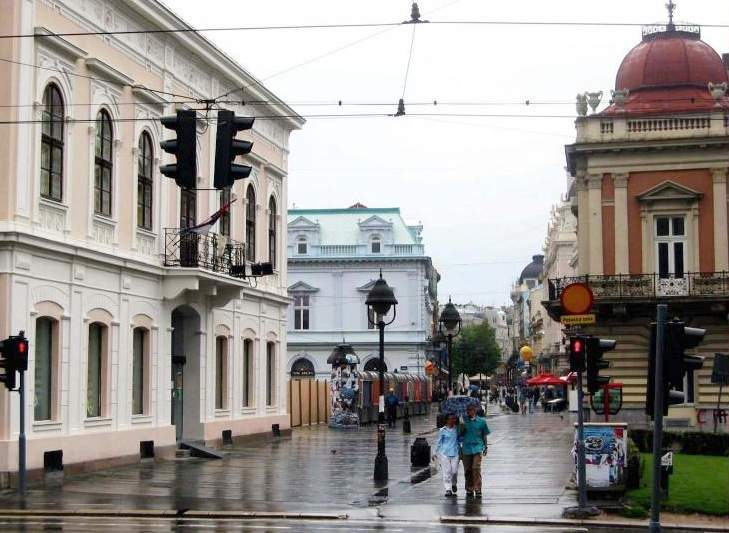
Biblioteca della città di Belgrado

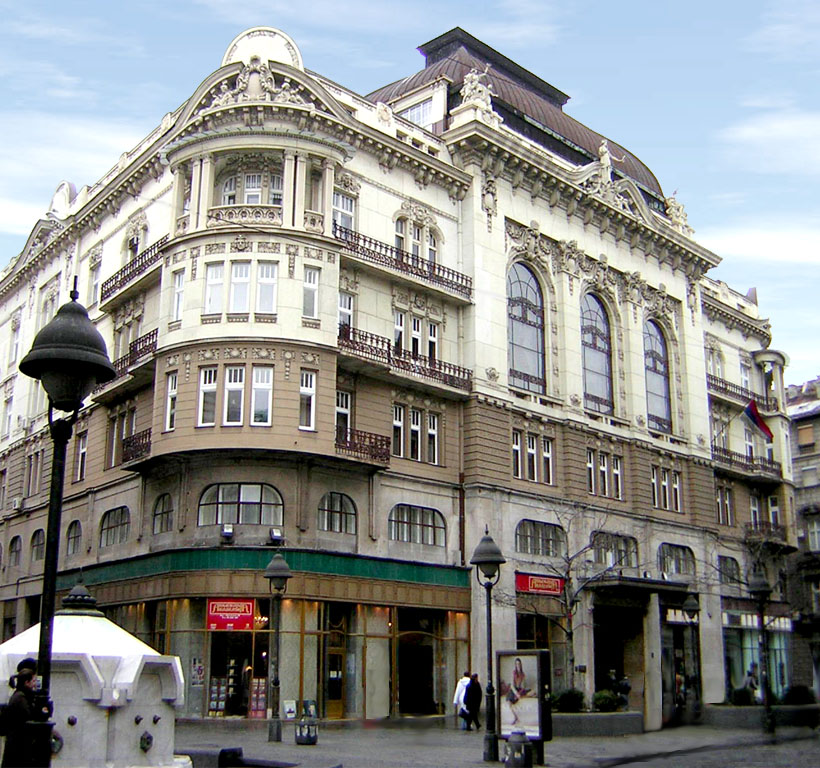
Accademia serba delle scienze e delle arti

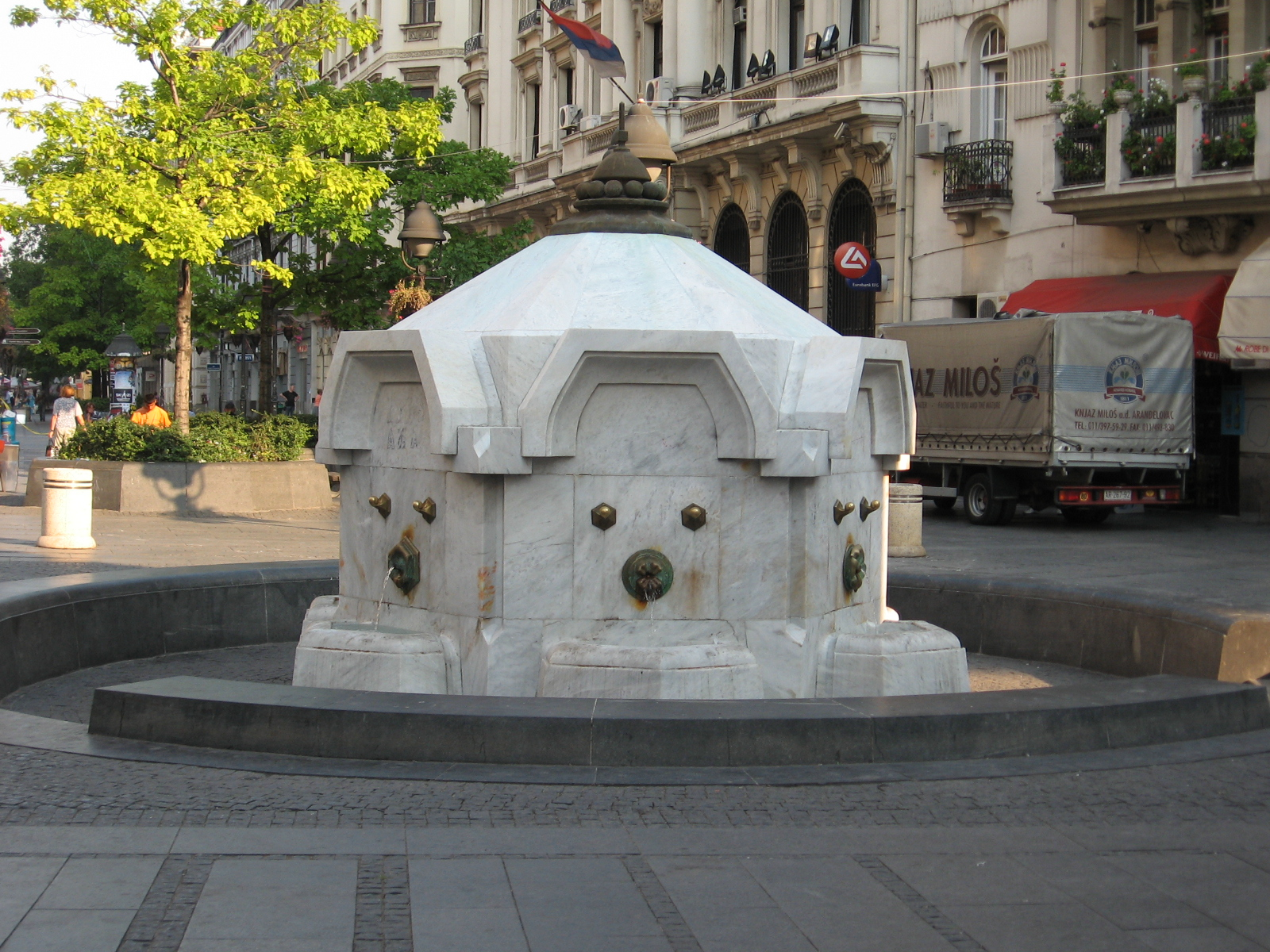
Delijska česma

- Biblioteca della città di Belgrado: ubicata al civico 56. L'edificio in cui ha sede, fu costruito in stile romantico nel 1869 per ospitare l'hotel Srpska Kruna, considerato, ai tempi, il più moderno albergo di Belgrado. Tra il 1945 e il 1970, il palazzo è stato sede della Biblioteca Nazionale Serba.
- Galleria dell'accademia: al civico 53. Costruito nel 1889 in uno stile che s'ispira all'architettura rinascimentale come abitazione dell'avvocato Marko Stojanović, l'edificio fu sede dal 1937 dell'Accademia delle belle arti.
- Isolato degli alloggi urbani: ai civici 46, 48 e 50. È costituito da tre unità. La casa Veljko Savić del 1869, fu costruita come immobile residenziale e come sede di botteghe al pian terreno. La casa Kristina Mehana del 1869, nata come albergo di proprietà dei fratelli Petar e Branko Krstić, architetti e urbanisti, ha ospitato per alcuni anni il consiglio municipale. La casa Hristina Kumandudi del 1870 ha ospitato la Banca franco-serba ed è stata sede dell'ambasciata del Belgio e di quella del Regno Unito. Le tre costruzioni hanno un'uniformità stilisca, e fondono elementi di gusto rinascimentale a quelli romantici.
- Accademia serba delle scienze e delle arti: al civico 35. Eretta tra il 1924 e il 1932 nel gusto accademico con elementi della secessione su disegno degli architetti Dragutin Đorđević e Andra Stevanović del 1912. L'edificio ospita la biblioteca dell'Accademia, una delle più ricche collezioni librarie di Belgrado con 1 300 000 volumi e un numerosissimo materiale fotografico[1], l'Archivio che contiene numerosi reperti storici, e la Galleria, al pian terreno, con la libreria e il negozio di articoli di antiquariato. Nella Galleria vengono organizzate mostre e retrospettive[2].
- Donazione Nikola Spasić: costituita da quattro edifici che il mercante e benefattore Nikola Spasić lasciò in eredità alla città. Si tratta dell'abitazione della famiglia, al civico 33, del palazzo del Fondo nazionale serbo per gli invalidi "San Giorgio", del palazzo Sloga e della Galleria (pasaž) al numero 19. Gli stabili furono costruiti intorno al 1890, in un periodo di scarsità di fondi economici da diversi famosi architetti in uno stile misto tra gusto accademico e secessionista. Negli anni successivi furono lasciati all'incuria e rimaneggiati, e solo recentemente considerati un patrimonio architettonico importante[3].
- Ristorante Grčka kraljica: realizzato nel 1835 nello stile accademico.
- Ristorante Ruski Car: aperto nel 1926 nello stile accademico.
- Hotel Rusija: al civico 38. Costruito nel 1870, nel 1920 è stato ingrandito. Oggi è la sede della società Rudnap.
- Fontana Delijska česma: costruita nel 1987. Una primitiva fontana nello stesso posto di quella attuale data dal XVII secolo; nel 1843 ne fu costruita una nuova, distrutta nel 1889. Quella ora esistente è stata assemblata con i resti della precedente[4].

## Il presente

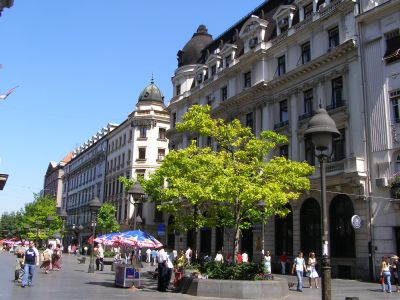
Chioschi lungo la strada

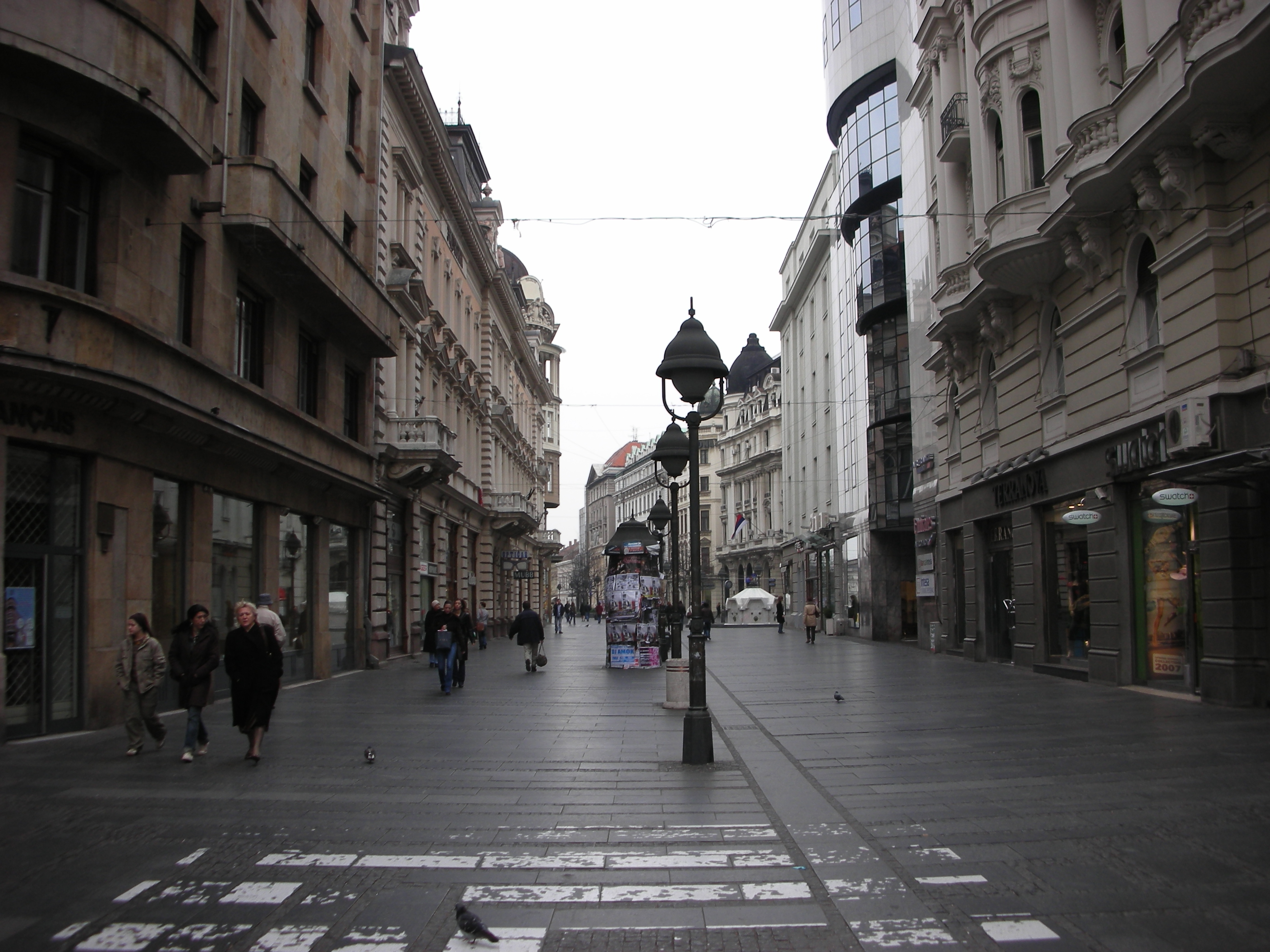
Primo tratto della via

La via Knez Mihailova è stata inserita tra le zone monumentali della città di Belgrado sottoposte a vincolo artistico. Oggi è la via pedonale più importante di tutto l'est europeo, visitata dai turisti e dai belgradesi per raggiungere le attrazioni della capitale serba, per incontrarsi, per gli acquisti e gli affari.
Oltre all'Accademia serba delle scienze e delle arti e alla Biblioteca della città di Belgrado, lungo la via sono presenti altre istituzioni culturali, tra cui l'Instituto Cervantes e il Goethe-Institut, la galleria Singidunum sede di esposizioni artistiche.
Importanti firme della moda internazionale come Nike, Mango, Zara, Replay, Azzaro, Cesare Paciotti, Lacoste, Benetton o Levi's hanno un negozio lungo Knez Mihailova, la via è poi piena di ristoranti, bar, librerie, negozi di souvenir, gioiellerie e fast food.
Anche numerose compagnie aeree hanno una sede lungo questa strada, in particolare, Aeroflot, Malév, Emirates, Qantas, British Airways e Air France.